# Dylan Borlée
Dylan Borlée (Woluwe-Saint-Lambert, 20 de septiembre de 1992) es un deportista belga que compite en atletismo, especialista en las carreras de relevos. Su padre es el atleta Jacques Borlée, y sus hermanos Jonathan, Kévin y Olivia compitieron en el mismo deporte.
Ganó dos medallas de bronce en el Campeonato Mundial de Atletismo, en los años 2019 y 2022, dos medallas en el Campeonato Mundial de Atletismo en Pista Cubierta, en los años 2018 y 2024, y tres medallas de bronce en los Relevos Mundiales entre los años 2015 y 2024.
Además, obtuvo cuatro medallas en el Campeonato Europeo de Atletismo entre los años 2016 y 2024, y cinco medallas en el Campeonato Europeo de Atletismo en Pista Cubierta entre los años 2015 y 2023.
En los Juegos Europeos de Cracovia 2023 consiguió una medalla de bronce en la prueba de 4 × 400 m mixto. Participó en dos Juegos Olímpicos de Verano, ocupando el cuarto lugar en Río de Janeiro 2016 y el cuarto en Tokio 2020, en la prueba de 4 × 400 m.

## Palmarés internacional
| Campeonato Mundial                   | Campeonato Mundial       | Campeonato Mundial | Campeonato Mundial |
| Año                                  | Lugar                    | Medalla            | Prueba             |
| ------------------------------------ | ------------------------ | ------------------ | ------------------ |
| 2019                                 | Doha (Catar)             | Medalla de bronce  | 4 × 400 m          |
| 2022                                 | Eugene (Estados Unidos)  | Medalla de bronce  | 4 × 400 m          |
| Campeonato Mundial en Pista Cubierta |                          |                    |                    |
| Año                                  | Lugar                    | Medalla            | Prueba             |
| 2018                                 | Birmingham (Reino Unido) | Medalla de bronce  | 4 × 400 m          |
| 2024                                 | Glasgow (Reino Unido)    | Medalla de oro     | 4 × 400 m          |
| Campeonato Europeo                   |                          |                    |                    |
| Año                                  | Lugar                    | Medalla            | Prueba             |
| 2016                                 | Ámsterdam (Países Bajos) | Medalla de oro     | 4 × 400 m          |
| 2018                                 | Berlín (Alemania)        | Medalla de oro     | 4 × 400 m          |
| 2022                                 | Múnich (Alemania)        | Medalla de plata   | 4 × 400 m          |
| 2024                                 | Roma (Italia)            | Medalla de oro     | 4 × 400 m          |
| Campeonato Europeo en Pista Cubierta |                          |                    |                    |
| Año                                  | Lugar                    | Medalla            | Prueba             |
| 2015                                 | Praga (República Checa)  | Medalla de oro     | 4 × 400 m          |
| 2015                                 | Praga (República Checa)  | Medalla de plata   | 400 m              |
| 2017                                 | Belgrado (Serbia)        | Medalla de plata   | 4 × 400 m          |
| 2019                                 | Glasgow (Reino Unido)    | Medalla de oro     | 4 × 400 m          |
| 2023                                 | Estambul (Turquía)       | Medalla de oro     | 4 × 400 m          |
| Relevos Mundiales                    |                          |                    |                    |
| Año                                  | Lugar                    | Medalla            | Prueba             |
| 2015                                 | Nasáu (Bahamas)          | Medalla de bronce  | 4 × 400 m          |
| 2019                                 | Yokohama (Japón)         | Medalla de bronce  | 4 × 400 m          |
| 2024                                 | Nasáu (Bahamas)          | Medalla de bronce  | 4 × 400 m          |
| Juegos Europeos                      |                          |                    |                    |
| Año                                  | Lugar                    | Medalla            | Prueba             |
| 2023                                 | Chorzów (Polonia)        | Medalla de bronce  | 4 × 400 m mixto    |